# Agatha All Along (série de televisão)
Agatha All Along (bra: Agatha Desde Sempre; prt: Foi Sempre a Agatha) é uma minissérie estadunidense criada por Jac Schaeffer para o Disney+, baseada na personagem Agatha Harkness, da Marvel Comics. Um spin-off da série WandaVision (2021), está planejada como uma das séries de televisão do Universo Cinematográfico Marvel (MCU) produzida pela Marvel Studios, através de seu selo Marvel Television, junto com a 20th Television, compartilhando continuidade com os filmes da franquia. Schaeffer é a roteirista principal e diretora principal da série. 
Kathryn Hahn reprisa seu papel como Agatha Harkness, de WandaVision, com Aubrey Plaza, Joe Locke, Patti LuPone, Sasheer Zamata, Ali Ahn, Debra Jo Rupp e Miles Gutierrez-Riley também estrelando. O desenvolvimento da série começou em outubro de 2021, com Schaeffer e Hahn atreladas ao projeto, e foi formalmente anunciada no mês seguinte. Schaeffer, Gandja Monteiro e Rachel Goldberg foram escolhidas como diretoras no início de 2023, antes das filmagens, que ocorreu de janeiro a maio de 2023 em Trilith Studios em Atlanta, Geórgia, e em Los Angeles. Vários atores e membros da equipe retornaram de WandaVision, incluindo a equipe musical da série. Vários títulos diferentes foram anunciados para a série como parte de uma campanha de marketing antes do título oficial de Agatha All Along — fazendo referência à música de mesmo nome de WandaVision — ser anunciado em maio de 2024.
Agatha All Along estreou no Disney+ em 18 de setembro de 2024, com dois episódios. Os outros sete foram lançados semanalmente até 6 de novembro. Faz parte da Fase Cinco do UCM. 

## Sinopse
Três anos depois de ficar presa na cidade de Westview, Nova Jersey, no final da minissérie WandaVision (2021), a bruxa Agatha Harkness escapa com a ajuda de um adolescente gótico que deseja enfrentar as provações da lendária Estrada das Bruxas. Sem seus poderes mágicos, Agatha e o adolescente formam um novo grupo de bruxas para enfrentar as provações, enquanto enfrenta alguns dos antigos inimigos de Agatha, como as Sete de Salem.

## Elenco
- Kathryn Hahn como Agatha Harkness:
Uma bruxa poderosa que se disfarçou de "Agnes", a "vizinha intrometida" de Wanda Maximoff e Visão na sitcom fictícia WandaVision.[4][5] Agatha forma um novo clã de bruxas na série depois de escapar dessa realidade e se encontrar impotente.[3] A produtora executiva Mary Livanos descreveu Agatha como sincera e perigosa,[6] e uma sobrevivente que precisa aprender a trabalhar dentro de um clã para recuperar seu poder.[7] Hahn gostou de chegar à raiz do que está quebrado em Agatha por trás de seu atrevimento e sarcasmo.[8]
- Joe Locke como William Kaplan / Billy Maximoff:
Um familiar gay com um senso de humor negro que atua como assistente do clã de Agatha.[9][8] Dentro do roteiro o personagem de Locke era referido apenas como "Jovem",[8] o que vira piada dentro da série, pois é assim que os outros personagens o chamam e ele responde;[10][11] os outros personagens são incapazes de perceber seu nome ou qualquer informação de identificação sobre ele por causa de um sigilo hexadecimal colocado sobre ele.[12][11] Locke descreve o personagem como "muito atencioso e gentil", além de impulsivo,[10] explicando que é o "sonho" de seu personagem se juntar a um clã com Agatha e viajar pela Estrada das Bruxas, chamando-o de "fanboy" em relação à bruxaria e bruxas e estar "em seu elemento".[8] Mais tarde, é revelado que o personagem é William Kaplan, um menino que morre durante um acidente de carro e cujo corpo é encontrado pela alma do filho de Wanda, Billy Maximoff, logo após sua "morte" no final de WandaVision; Billy foi anteriormente retratado como criança por Julian Hilliard em WandaVision e no filme Doctor Strange in the Multiverse of Madness (2022).[13][14] Locke trabalhou com a treinadora de movimento com quem Elizabeth Olsen treinou em suas aparições anteriores no MCU como Wanda.[15]
- Debra Jo Rupp como Sharon Davis:
Uma residente de Westview, Nova Jersey, que Agatha alista em seu clã, substituindo a requerida "bruxa verde". Para sua frustração, ela continua a ser chamada de “Sra. Hart”, a personagem que foi forçada a interpretar na sitcom WandaVision.[16][17][18]
- Aubrey Plaza como Morte / Rio Vidal: Uma bruxa guerreira do clã de Agatha.[19][20]
- Sasheer Zamata como Jennifer Kale: Uma feiticeira vinculada e membro do clã de Agatha que é especialista em poções mas está sem seus poderes.[21][19]
- Ali Ahn como Alice Wu-Gulliver:
Membro do clã de Agatha e ex-policial que é bruxa protetora.[19] A família de Alice foi afetada por uma maldição geracional que os faz serem assombrados por um demônio.[22]
- Okwui Okpokwasili como Vertigo: um membro da Sete de Salem.[23]
- Patti LuPone como Lilia Calderu: Uma bruxa siciliana de 450 anos e membro do coven de Agatha, cuja habilidade é adivinhação.[24] Chloe Camp interpreta a jovem Lilia.[25]
- Evan Peters como Ralph Bohner:
Um ex-residente de Westview agora conhecido como "Randall", que anteriormente ficou preso na sitcom fictícia WandaVision e foi controlado por Agatha para se passar pelo irmão gêmeo de Wanda, Pietro Maximoff.[26]
- Maria Dizzia como Rebecca Kaplan.[23]
- Paul Adelstein como Jeff Kaplan.[23]
- Miles Gutierrez-Riley como Eddie: O namorado de Willian.[21][23][27]

Reprisando seus papéis de WandaVision como residentes de Westview estão Emma Caulfield Ford como Sarah Proctor, que interpretou "Dottie Jones" na comédia WandaVision, David Payton como John Collins / "Herb", David Lengel como o marido de Sarah, Harold Proctor / "Phil Jones", Asif Ali como Abilash Tandon / "Norm", e Amos Glick como um entregador de pizza escalado como "Dennis". Também reprisando seus papéis em WandaVision estão Kate Forbes como a mãe de Agatha, Evanora Harkness, e Brian Brightman como o xerife de Eastview, Nova Jersey.
Os seis membros restantes das Sete de Salem que aparecem na série incluem Marina Mazepa como Snake, Bethany Curry como Crow, Athena Perample como Fox, Britta Grant como Rat, Aicia Vela-Bailey como Coruja e Chau Naumova como Coiote. Convidados adicionais incluem: Elizabeth Anweis como a mãe de Alice, Lorna Wu; Laura Boccaletti como Maestra de Lilia; Scott Butler como médico ligado ao passado de Jen; Jade Quon como o demônio da maldição de Wu; e Abel Lysenko como Nicholas Scratch, filho de Agatha; enquanto Hannah Lowther, Tetra Lloyd White, Henriette Zoutomou, Holly Bonney e Kim Bass aparecem como bruxas presas por Agatha e Nicholas durante a década de 1750.

## Episódios
| N.º | Título                                                                                   | Dirigido por    | Escrito por                  | Exibição original      |
| --- | ---------------------------------------------------------------------------------------- | --------------- | ---------------------------- | ---------------------- |
| 1 | "Seekest Thou the Road" "Ache o Caminho (BR)"                                            | Jac Schaeffer   | Jac Schaeffer                | 18 de setembro de 2024 |
| Em uma série de televisão de estilo policial intitulada Agnes of Westview, Agnes O'Connor é uma detetive de polícia em Westview com fixação em um caso de assassinato de uma Desconhecida. Uma noite, um jovem invade a casa de Agnes procurando "O Caminho". Agnes acredita que ele está ligado ao caso de assassinato e o prende. No dia seguinte, Rio Vidal, uma colega detetive de polícia, vai até Agnes e a ajuda a perceber que a desconhecida que ela está vendo é na verdade o corpo de Wanda Maximoff, e que Agnes é na verdade a bruxa Agatha Harkness, que está presa há três anos sob o feitiço de Wanda. Acordando do feitiço, Agatha percebe que seus poderes se foram e que Vidal apareceu para matá-la. Agatha convence Vidal a poupá-la para que ela possa recuperar seus poderes, mas Vidal avisa Agatha que as Sete de Salem logo virão atrás dela. Depois que Vidal vai embora, Agatha não sabe o que fazer com o jovem, que ela na verdade sequestrou. |                                                                                          |                 |                              |                        |
| 2 | "Circle Sewn with Fate / Unlock Thy Hidden Gate" "Laços Vão Fazer a Porta Aparecer (BR)" | Jac Schaeffer   | Laura Donney                 | 18 de setembro de 2024 |
| O jovem revela que libertou Agatha do feitiço e deseja viajar pelo Caminho das Bruxas, onde ela poderá restaurar seu poder. Agatha também percebe que não consegue ouvir sempre que o adolescente fala seu nome ou dá alguma informação pessoal. Precisando de um coven para abrir um portal para o Caminho, ambos convencem e reúnem as bruxas Lilia Calderu, Jennifer Kale e Alice Wu-Gulliver. Agatha também recruta Sharon Davis, residente de Westview, substituindo Vidal. Enquanto as quatro bruxas e Sharon fazem o ritual de abertura do portal do Caminho, o jovem vê as Sete de Salem chegarem à casa de Agatha. O coven e o adolescente conseguem escapar pelos portões do Caminho. |                                                                                          |                 |                              |                        |
| 3 | "Through Many Miles / Of Tricks and Trials" "Por Provações Irá Passar (BR)"              | Rachel Goldberg | Cameron Squires              | 25 de setembro de 2024 |
| Para chegar ao fim do Caminho, o coven enfrentará provações que se concentram em diferentes ramos da bruxaria. Elas também percebem que o sigilo do Jovem impede que qualquer bruxa descubra sua identidade. Na primeira provação, o coven encontra uma casa costeira com uma garrafa de vinho que todas bebem, exceto o Jovem. Jen adverte em particular o Jovem para não confiar em Agatha, que teria trocado seu filho pelo Darkhold. Um cronômetro inicia a contagem regressiva e Jen percebe que o vinho foi envenenado enquanto Sharon desmaia. Enquanto reúnem ingredientes para criar um antídoto, as bruxas têm alucinações: Lilia vê seu eu mais jovem e sua mestra da era renascentista, Jen alucina um médico que a força a mergulhar, Alice vê sua mãe desaparecida prestes a cometer suicídio e Agatha vê um berço contendo o Darkhold. Enquanto preparam o antídoto, a casa é submersa, ameaçando afogá-los. Faltando alguns segundos, eles terminam o antídoto, bebem e dão para Sharon. A água entra, mas um túnel aparece no forno e o coven escapa por ele de volta ao Caminho. Enquanto eles se recuperam, o Jovem descobre que Sharon está morta.                                                                                          |                                                                                          |                 |                              |                        |
| 4 | "If I Can't Reach You / Let My Song Teach You" "Eu Não Te Vejo, Mas Te Protejo (BR)"     | Rachel Goldberg | Giovanna Sarquis             | 2 de outubro de 2024   |
| Depois de enterrar Sharon, o coven é forçado a convocar uma Bruxa Verde substituta. Rio emerge do túmulo de Sharon, para grande aborrecimento de Agatha. O clã encontra uma casa com uma estética dos anos 1970 que deixa Alice triste. Ao entrar, eles descobrem que se trata de um estúdio de gravação ligado à mãe de Alice, Lorna Wu. Assim como Rio sugere de brincadeira a Agatha que traiam os outros, o que é ouvido por todos, o Jovem acidentalmente toca um disco ao contrário, invocando um demônio que faz parte de uma maldição na família de Alice. Para revidar, o grupo toca a versão da Balada de Lorna e Alice consegue matar o demônio com sucesso. O Jovem revela-se gravemente ferido, e o coven foge da casa e cuida dele, salvando sua vida. Lilia, Alice e Jen se unem enquanto Rio insinua a história entre ela e Agatha. Agatha verifica o Jovem que pergunta o que aconteceu com seu filho, mas ela ignora a pergunta. Mais tarde, enquanto Agatha tenta beijar Rio, ela diz a Agatha que o Jovem não é seu filho. |                                                                                          |                 |                              |                        |
| 5 | "Darkest Hour / Wake Thy Power" "Algo Oculto e Impuro (BR)"                              | Rachel Goldberg | Laura Monti                  | 9 de outubro de 2024   |
| As Sete de Salem perseguem o clã, que as evita usando vassouras voadoras improvisadas. Depois de serem puxados de volta pelo Caminho, eles entram na próxima provação que assume a forma de uma cabana com estética dos anos 1980. O grupo usa um tabuleiro Ouija e faz contato com a mãe de Agatha, Evanora, que foi morta por sua filha em 1693 junto com seu clã anterior, que revelou serem mães das Sete. Alertando o clã para deixar Agatha para trás, Evanora a possui e ataca o grupo. Alice usa seus poderes para expulsar Evanora de Agatha, que passa a absorver sua magia. O Jovem, percebendo a presença de outro espírito, interrompe Agatha gritando seu nome: Nicholas Scratch, filho de Agatha, mas Alice morre. Agatha insiste que foi acidental, mas o Jovem ataca ela, assim como Lilia e Jen, que afirmam que seus objetivos são iguais aos de Agatha. Esta última zomba do Jovem afirmando que ele é igual à mãe; irritado, ele magicamente força Lilia e Jen a jogar Agatha em uma armadilha de lama e depois as ataca também. Enquanto as bruxas afundam, uma tiara semelhante ao da Feiticeira Escarlate aparece na cabeça do Jovem.                                                                                                   |                                                                                          |                 |                              |                        |
| 6 | "Familiar by Thy Side" "Um Ser Familiar (BR)"                                            | Gandja Monteiro | Jason Rostovsky              | 16 de outubro de 2024  |
| Em flashbacks, William Kaplan, um adolescente de Eastview, está comemorando seu Bar Mitzvah quando encontra Lilia. Lendo na palma da mão algo que ela não revela, Lilia lança o sigilo em William para protegê-lo, esquecendo instantaneamente também sua identidade. A festa termina quando o Hex criado por Wanda começa a cair. Enquanto passava por Westview, os pais de William sofrem um acidente de carro e ele morre. Ao mesmo tempo, a alma de Billy Maximoff entra no corpo de William, despertando-o. William tem problemas para se ajustar após o acidente devido à sua nova capacidade de ler mentes e à falta de memória de sua vida anterior. Três anos depois, William e seu namorado Eddie se encontram com Ralph Bohner, que costumava ser controlado por Agatha dentro do Hex de Wanda. Ele conta a eles o que aconteceu lá e sobre os gêmeos de Wanda, Billy e Tommy, fazendo Billy perceber quem ele é. Determinado a usar o Caminho das Bruxas para encontrar Tommy, Billy vai até Agatha e quebra o feitiço de Wanda. No presente, Agatha escapa da lama e enfrenta Billy. Percebendo que o sigilo foi destruído, ela deduz qual é o objetivo dele e diz que eles devem continuar juntos, já que Billy não consegue controlar seu poder. |                                                                                          |                 |                              |                        |
| 7 | "Death's Hand in Mine" "Se a Morte Me Encontrar (BR)"                                    | Jac Schaeffer   | Gia King e Cameron Squires   | 23 de outubro de 2024  |
| Agatha e Billy continuam no caminho antes de encontrarem um castelo. Ao entrarem, os dois estão trajados de Bruxa Má do Oeste e Malévola, respectivamente, e recebem cartas de tarô. Se não colocarem as cartas adequadas na sequência correta, as espadas penduradas no teto cairão. Flashbacks da lição de adivinhação de Lilia na infância revelam que ela tem vivido sua vida fora de ordem, explicando seus lapsos de memória. Após cair na lama, Lilia descobre que Rio é a personificação da Morte (algo que Agatha sabia), que prenuncia que sua hora está chegando. Ela acorda Jen e, depois de escapar das Sete de Salem, elas se aventuram pelos túneis antes de se reunirem com Agatha e Billy (Lilia está vestida como Glinda e Jen como a versão bruxa da Rainha Má). Sabendo que o julgamento é dela, Lilia coloca as cartas na ordem correta, salvando todas eles. Fazendo com que todos fujam pela saída, Lilia opta por ficar para trás enquanto as Sete de Salem se aproximam. Ela vira uma das cartas, fazendo com que toda a sala vire, empalando a maior parte das Sete e provavelmente ela mesma. Depois disso, a jovem Lilia assiste alegremente à sua primeira aula de adivinhação.                                                    |                                                                                          |                 |                              |                        |
| 8 | "Follow Me My Friend / To Glory at the End" "Nesse Ritual, a Glória é o Final (BR)"      | Gandja Monteiro | Peter Cameron                | 30 de outubro de 2024  |
| Agatha concorda em dar Billy a Rio, que o vê como uma abominação por ter ganhado uma segunda vida. Billy e Jen reencontram Agatha no final do caminho, mas descobrem que o caminho faz um círculo. Billy coloca seus sapatos de volta e os três são transportados para uma versão do porão de Agatha com luzes de cultivo que se apagam lentamente. Jen descobre que Agatha foi a bruxa que a amarrou e realiza o feitiço de desamarração. Ela recupera suas habilidades e desaparece, tendo conseguido o que precisava do Caminho. Agatha ajuda Billy a localizar a alma de Tommy, e Billy a coloca no corpo de um garoto que está se afogando. Billy desaparece e Agatha faz crescer uma flor em uma rachadura no chão usando uma semente de seu medalhão, completando a prova. Ela escapa e se encontra em seu quintal, onde Rio a espera com Billy. Agatha, resignada com seu destino, beija Rio e morre. Rio permite que Billy vá embora e ele volta para casa. Ao entrar em seu quarto, ele percebe que muitos dos objetos no quarto de William correspondem a aspectos do Caminho e ouve a risada de Agatha. |                                                                                          |                 |                              |                        |
| 9 | "Maiden Mother Crone" "Bruxa, Mãe e Algoz (BR)"                                          | Gandja Monteiro | Jac Schaeffer e Laura Donney | 30 de outubro de 2024  |
| Em 1750, Agatha dá à luz Nicholas, mas é avisada pela Morte de que eventualmente o levará. Agatha passa os próximos seis anos criando seu filho enquanto engana e mata bruxas, algo que Nicholas passa a se opor. Juntos, eles criam uma canção infantil que eventualmente se tornaria a Balada do Caminho das Bruxas e ganharia vida própria. Eventualmente, Nicholas fica doente e a Morte o leva, deixando Agatha devastada. Sem nada para impedi-lá, ela dedica séculos assassinando bruxas e roubando seus poderes, enganando-as com a promessa do Caminho. No presente, o fantasma de Agatha diz a Billy que ele tornou o Caminho real com sua magia. Ele se culpa pelas mortes de Lilia, Alice e Sharon, mas Agatha retruca dizendo que Jen está viva e escapou do Caminho por causa dele. Billy retorna para Westview e tenta banir Agatha; ela resiste, revelando seu medo de ter que encarar Nicholas na morte. Billy muda de idéia e permite que o espírito de Agatha o guie. Depois de selar a porta do Caminho e registrar os nomes de Sharon, Alice e Lilia, Billy e Agatha partem em busca de Tommy. |                                                                                          |                 |                              |                        |

## Produção

### Desenvolvimento
Em agosto de 2019, na convenção D23 da Disney, Kathryn Hahn foi anunciada no papel de Agnes, vizinha de Wanda Maximoff e Visão na série do Disney+, WandaVision (2021), da Marvel Studios. O sétimo episódio da série revelou que "Agnes" era na verdade Agatha Harkness, uma personagem da Marvel Comics. Em maio, a roteirista principal de WandaVision, Jac Schaeffer, assinou um contrato geral de televisão de três anos com a Marvel Studios e a 20th Television para desenvolver projetos adicionais dos estúdios para o Disney+. Schaeffer incluiu Agatha em várias propostas para diferentes projetos, levando ela e o presidente da Marvel Studios, Kevin Feige, a buscarem uma série focada nessa personagem. Em outubro de 2021, um spin-off de "comédia sombria" de WandaVision focado em Agatha estava em desenvolvimento inicial para o Disney+, com Schaeffer retornando de WandaVision como roteirista e produtora executiva. O envolvimento de Hahn foi parte de um acordo maior que ela assinou com a Marvel Studios para reprisar o papel em séries e filmes adicionais.
Durante o evento Disney+ Day no mês seguinte, a série foi oficialmente anunciada. Foi revelado que Schaeffer estava dirigindo episódios da série um ano depois, e Gandja Monteiro foi revelada como outra diretora, junto com Rachel Goldberg em janeiro de 2023. Cada uma dirigiu três episódios da série. Em outubro de 2023, a Marvel Studios estava mudando sua abordagem em relação à televisão, contratando showrunners mais tradicionais em vez de roteiristas principais; Schaeffer estava sendo creditada como showrunner da série em julho de 2024. Kevin Feige, Louis D'Esposito, Brad Winderbaum e Mary Livanos também são os produtores executivos. A série está sendo lançada pelo selo "Marvel Television", da Marvel Studios. A atriz Debra Jo Rupp, que retornou de WandaVision, descreveu o spin-off como sendo uma segunda temporada de WandaVision em sentido antológico, semelhante à série American Horror Story (2011–presente). Agatha All Along pretende ser a segunda em uma trilogia de séries que inclui WandaVision e Vision Quest (2026).

### Título
A série foi anunciada pela primeira vez com o título Agatha: House of Harkness, mas foi renomeada para Agatha: Coven of Chaos em julho de 2022. Foi revelado que a série foi renomeada mais uma vez em setembro, desta vez para Agatha: Darkhold Diaries. A atriz Aubrey Plaza já havia postado em maio de 2023 uma foto de uma cadeira de diretor com esse título, em uma fonte baseada na fonte usada no filme The Princess Diaries (2001). Adam B. Vary, da Variety, relatou que as múltiplas mudanças de título não foram causadas por indecisão dos estúdios da Marvel e, em vez disso, indicavam que a personagem principal estava "à altura de sua velha trapaça", e tinha a possibilidade de "pelo menos" ser simplesmente intitulada Agatha; um pedido do primeiro episódio junto ao Escritório de Direitos Autorais dos Estados Unidos e ao site oficial do Disney+ indicou que o título da série era Agatha.
Em maio de 2024, a Marvel Studios lançou um novo logotipo no Twitter com o título Agatha: The Lying Witch with Great Wardrobe, mas retirou o post logo depois. Germain Lussier, do Gizmodo, achou que isso poderia ter sido uma piada ou um erro e observou que se referia ao romance de C. S. Lewis, The Lion, the Witch and the Wardrobe (1950). Ele sentiu que era "o pior título de todos", apesar de ser fiel a personagem, e questionou por que a série recebeu tantos títulos anunciados publicamente durante o desenvolvimento. Ele sentiu que a melhor escolha seria Agatha All Along, referindo-se à música de mesmo nome que Agatha canta em WandaVision. No dia seguinte a Disney anunciou em uma apresentação inicial que o título oficial era Agatha All Along, e lançou um vídeo mostrando que as mudanças de títulos foram "orquestradas por [Harkness] como uma forma de mexer com os fãs da Marvel". Schaeffer e os roteiristas conceberam os vários títulos. Livanos gostou de lançar títulos "cada vez mais malucos" durante a campanha de marketing e sentiu que era apropriado para Agatha.

### Roteiro
Laura Donney, Cameron Squires, Giovanna Sarquis, Laura Monti, Jason Rostovsky, Gia King e Peter Cameron atuam como roteiristas da série ao lado de Schaeffer. Squires, Cameron e Donney retornaram de WandaVision, ao lado de Megan McDonnell, que era um produtora consultora, atuando como roteirista no set. Monti atuou foi assistente de Schaeffer em WandaVision, auxiliando na criação da aclamada frase “O que é o luto, senão o amor perseverante?”. King e Rostovsky contribuíram para o processo de escrita com seus respectivos interesses em adivinhação e terror gótico. A co-produtora executiva Mary Livanos disse que a chance de continuar a história de Agatha Harkness e de conhecer melhor a personagem era um imperativo para os criativos. Winderbaum comparou Agatha All Along a Loki (2021–2023), ambos com anti-heróis, por serem diferentes de suas outras séries enquanto exploram profundidades emocionais semelhantes de seus personagens-título. Winderbaum chamou Agatha All Along de "um show de Halloween" que apresenta "uma marca assustadora da Marvel" com riscos mortais, ao mesmo tempo em que é divertido e dramático. Feige comparou Agatha All Along ao filme The Goonies (1985). Os quadrinhos que influenciaram a série incluíram Scarlet Witch vol. 2, de James Robinson, que apresentou The Witches 'Road, as primeiras aparições de Agatha Harkness em Fantastic Four e The Vision and the Scarlet Witch vol. 2.
Schaeffer disse que Agatha All Along seguiria "um grupo díspar e misto de bruxas", todas sem coven, se juntando a Agatha, explicando que a série exploraria o que acontece quando essas bruxas, que são "definidas pelo engano, traição, vilania e egoísmo", são forçadas a trabalharem juntas. Ela também observou que a série brinca com a tradição das bruxas e as suposições sobre elas, de forma semelhante que WandaVision brincou com o formato de sitcom, procurando ter "um mecanismo semelhante e pastiche envolvente" como aquela série fez. Schaeffer conseguiu definir a bruxaria dentro do MCU com a série. O primeiro episódio mostra Agatha em um verdadeiro drama policial como detetive, em uma homenagem à minissérie da HBO, Mare of Easttown (2021). À medida que Agatha e seu clã viajam pelo Caminho das Bruxas, cada uma de suas provações altera o traje do clã para "emular um tipo particular de bruxa da cultura pop": uma "banda estilo Fleetwood Mac" inspirada na era da "bruxa branca" da cantora Stevie Nicks e no filme Season of the Witch (1972); "Mulheres WASP da costa leste em camisas de colarinho", que Schaeffer descreveu como "vovó chique costeira" que são "traidoras e dúbias", extraídas de Practical Magic (1998); e traje de acampamento de verão dos anos 1980 usando um tabuleiro ouija. A série também se baseia em outras representações conhecidas de bruxas, como The Wizard of Oz (1939) e Maleficent (2014), incorporando pistas visuais e elementos narrativos inspirados nesses filmes. As primeiras tentativas de criar os ensaios foram baseadas em elementos, o que não permitiu a infusão de ilusão ou cultura pop ou a criatividade do figurino e do design de produção.
Agatha All Along se passa após os eventos de WandaVision, que viu Agatha presa em sua personagem “Agnes” por Wanda Maximoff. No entanto, o feitiço agora foi distorcido por causa dos eventos de Doctor Strange in the Multiverse of Madness (2022) e a intervenção do Jovem. Seguindo a abundância de teorias de fãs e especulações sobre WandaVision que, em última análise, não eram destinadas a essa série, Schaffer foi mais cuidadosa com sua linguagem em Agatha All Along para ainda ser capaz de proteger algumas das surpresas da série, esperando que não criasse expectativas no fandom que não se concretizariam, como o descarte de Thanos aparecendo devido à sua história com a Morte no material de origem, com Schaeffer pretendendo apenas deixar algumas das caracterizações da Morte para interpretação na série.

### Elenco
Hahn era esperada para reprisar seu papel na série com a revelação de seu desenvolvimento em outubro de 2021, o que foi confirmado com o anúncio oficial da série um mês depois. Emma Caulfield Ford revelou em outubro de 2022 que iria reprisar seu papel como Sarah Proctor / "Dottie Jones", de WandaVision. Em novembro, Joe Locke, Aubrey Plaza, Ali Ahn, Maria Dizzia, e Sasheer Zamata juntaram-se ao elenco. Locke interpreta William Kaplan / Billy Maximoff, o protagonista masculino da série, enquanto Plaza interpreta Rio Vidal, personagem recém-criada para a série e vilã. Ahn interpreta a bruxa Alice Wu-Gulliver, com Dizzia também retratando uma bruxa, e Zamata definida para o papel recorrente da feiticeira Jennifer Kale. No mês seguinte, Patti LuPone se juntou ao elenco, como a bruxa Lilia Calderu. Miriam Margolyes recusou um papel na série depois que a Marvel se ofereceu para pagar metade do que ela havia pedido e porque ela não queria filmar na Geórgia.
Em janeiro de 2023, Debra Jo Rupp, David Payton, David Lengel, Asif Ali, Amos Glick, Brian Brightman e Kate Forbes foram revelados para aparecer na série, reprisando seus respectivos papéis de WandaVision como Sharon Davis / "Sra. Hart", John Collins / "Herb", Harold Proctor / "Phil Jones", Abilash Tandon / "Norm", um entregador de pizza escalado como "Dennis", o xerife de Eastview, Nova Jersey, e a mãe de Agatha, Evanora Harkness. Miles Gutierrez-Riley foi escalado como o namorado de Billy, com Okwui Okpokwasili também escalada para a série.

### Figurino
Daniel Selon é o figurinista, depois de trabalhar anteriormente em WandaVision (2021), Doctor Strange in the Multiverse of Madness (2022) e Thor: Love and Thunder (2022) como figurinista assistente, enquanto John Collins é o designer de produção. Os vários tipos de bruxas no clã de Agatha têm vários estilos categorizados por Gordon Jackson, do Gizmodo, como a gótica, a clarividente, a hippie e a "avó costeira". Os créditos finais da série examinam a origem de muitos dos equívocos e estereótipos sobre as bruxas.

### Filmagens
As filmagens começaram em 17 de janeiro de 2023, no Trilith Studios em Atlanta, Geórgia, com Schaeffer, Monteiro e Goldberg dirigindo os episódios da série. Caleb Heymann, Jon Chema, e Isiah Donté Lee são os diretores de fotografia. A série foi filmada sob o título provisório My Pretty. As filmagens com Rupp também ocorreram em Los Angeles em fevereiro de 2023, antes de mudar para Atlanta por dois meses. Não se esperava que o início da greve dos roteiristas dos Estados Unidos de 2023 em maio impactasse a produção de Agatha, com a Marvel Studios planejando filmar o que pudesse durante as filmagens e fazer os ajustes de roteiro necessários durante as refilmagens já agendadas da série. Plaza filmou algumas de suas cenas concomitantemente às duas últimas semanas de seus compromissos com o filme Megalopolis (2024), também em Atlanta. As filmagens aconteceram na Blondie Street, no Warner Bros. Ranch, para a casa de Agatha e outros exteriores de Westview, antes da rua ser demolida.
Hahn afirmou que as filmagens utilizaram tantos elementos práticos quanto possível, incluindo magia prática em vez de ser feita por meio de CGI. Livano disse que isso foi feito para ser uma homenagem à era de ouro dos filmes de fantasia e terror, utilizando muitos efeitos na câmera, como cenários, miniaturas, efeitos especiais, efeitos de maquiagem e efeitos de criaturas. Os criativos queriam que Agatha All Along ilícitasse sentimentos nostálgicos semelhantes para o público, como WandaVision teve com a homenagem da série às sitcoms. As filmagens terminaram em 28 de maio. Em janeiro de 2024, Hahn disse que faltavam alguns dias para as refilmagens ocorrerem, que foram concluídas em um dia no início de fevereiro.

### Pós-produção
Jamie Gross, Libby Cuenin, Dane R. Naimy, e David Egan são os editores da série.

### Efeitos visuais
Kelly Port atuou como supervisora de efeitos visuais de Agatha All Along, depois de trabalhar anteriormente em alguns filmes do MCU, com Digital Domain fornecendo efeitos visuais.

### Música
Em janeiro de 2023, Hahn sugeriu a inclusão de canções na série, muito parecidas com as canções originais apresentadas em WandaVision, como "Agatha All Along". Em março, Christophe Beck revelou que comporia a trilha sonora da série, depois de compor anteriormente para WandaVision e outras produções do UCM. No mês seguinte, foi revelado que Kristen Anderson-Lopez e Robert Lopez escreveram as canções para a série, voltando de WandaVision. Hahn atua como vocalista principal em algumas canções, com outros atores bruxos, como LuPone, atuando como cantores de apoio. Schaeffer queria trabalhar com os compositores para encontrar uma maneira de integrar quaisquer músicas que eles criassem na narrativa da série. Uma de suas canções, "The Ballad of the Witches Road", tornou-se uma canção antiga da série com a qual todas as bruxas estão familiarizadas. Em setembro de 2024, foi revelado que Michael Paraskevas compôs a trilha sonora com Beck, após trabalharem juntos anteriormente na série Hawkeye (2021).
Em 19 de setembro, a Hollywood Records lançou o álbum single Songs from Marvel Television's Agatha All Along (Episodes 1 & 2), que inclui duas versões de "The Ballad of the Witches' Road"—sendo uma a "versão do crime verdadeiro" interpretada por Matthew Mayfield que apareceu no primeiro episódio, e a "versão do canto sagrado" no segundo episódio. O tema principal de Beck e Paraskevas composto para a série, intitulado "Agatha's Theme" também foi lançado no mesmo dia. A versão do canto sagrado, interpretada pelos membros do elenco Kathryn Hahn, Sasheer Zamata, Ali Ahn, Patti LuPone, Debra Jo Rupp e o elenco de Agatha All Along, estreou em 22º lugar na parada de vendas de músicas digitais da Billboard na semana de 5 de outubro, 2024.
Em 3 de outubro, Songs from Agatha All Along (Episode 4) foi lançado apresentando a versão de Lorna Wu da música interpretada por Seomoon Tak, bem como um cover de rock dos anos 1970 interpretado pelo elenco.
A trilha sonora de Beck e Paraskeva foi lançada digitalmente pela Marvel Music e Hollywood Records em dois volumes: a música dos primeiros cinco episódios foi lançada em 11 de outubro de 2024, e a música dos últimos quatro episódios será lançada posteriormente.
| Agatha All Along: Vol. 1 (Episodes 1–5) [Original Soundtrack] | |         |  |
| N.º                                                           | Título | Duração |  |
| 1.                                                            | "Agatha's Theme" | 2:11    |  |
| 2.                                                            | "Jane Doe" | 2:34    |  |
| 3.                                                            | "The Ballad of the Witches' Road (True Crime Version)" (featuring Matthew Mayfield)                                                            | 1:43    |  |
| 4.                                                            | "Nicky" | 1:43    |  |
| 5.                                                            | "Let's Find Out Pt. 1" | 2:53    |  |
| 6.                                                            | "All Along" | 3:34    |  |
| 7.                                                            | "Coochie Coochie Coo" | 4:10    |  |
| 8.                                                            | "The Coven March" | 1:17    |  |
| 9.                                                            | "The Ballad of the Witches' Road (Sacred Chant Version)" (featuring Kathryn Hahn, Sasheer Zamata, Ali Ahn, Patti LuPone, and Debra Jo Rupp)    | 3:18    |  |
| 10.                                                           | "Salem's Seven" | 2:49    |  |
| 11.                                                           | "The Ballad of the Witches' Road (Score Version)"                                                                                              | 1:42    |  |
| 12.                                                           | "Wine & Die" | 0:57    |  |
| 13.                                                           | "Lucid Spellbound Divination" | 4:12    |  |
| 14.                                                           | "Sous Vide" | 3:20    |  |
| 15.                                                           | "Out of the Brew" | 4:01    |  |
| 16.                                                           | "Three of Pentacles" | 2:39    |  |
| 17.                                                           | "Old Ass Curse" | 3:45    |  |
| 18.                                                           | "Play It Rite" | 2:12    |  |
| 19.                                                           | "The Ballad of the Witches' Road (Cover Version)" (featuring Kathryn Hahn, Sasheer Zamata, Ali Ahn, Patti LuPone, Aubrey Plaza, and Joe Locke) | 4:40    |  |
| 20.                                                           | "Three of Swords" | 2:14    |  |
| 21.                                                           | "Rio" | 3:01    |  |
| 22.                                                           | "Broomhaha" | 3:30    |  |
| 23.                                                           | "Spirits Be Known" | 2:47    |  |
| 24.                                                           | "Séance in a Blood Moon" | 2:32    |  |
| 25.                                                           | "Knight of Wands" | 5:43    |  |
| Duração total:                                                | Duração total: | 1:15:11 |  |

## Marketing
Uma primera olhada na série foi incluída nos bônus da mídia física de WandaVision, lançada no final de novembro de 2023. Hahn, Locke e LuPone promoveram a série na apresentação inicial da Disney em maio de 2024, onde a data de lançamento e o título oficial foram anunciados e o primeiro trailer foi mostrado. O anúncio do título foi acompanhado de um vídeo, divulgado online, que mostra a progressão dos títulos anunciados para a série que antecederam o título oficial, Agatha All Along. O vídeo é ambientado com a música de mesmo nome de WandaVision.
O trailer da série foi lançado em 8 de julho de 2024. Michaela Zee, da Variety, observou como ele percorreu vários gêneros, o primeiro dos quais apresentou Agatha como uma detetive em "um mistério de assassinato hardboiled". Charles Pulliam-Moore, do The Verge, sentiu que o trailer estava dando uma "virada de terror promissora" e, com base nisso, viu a série como um "tipo de projeto da Marvel mais sombrio e voltado para o terror". Jennifer Ouellette, da Ars Technica, escreveu que a série parecia "muito sombria e assustadora" e era perfeita para ser lançada na temporada de Halloween. Escrevendo para o Kotaku, Zack Zwiezen disse que o teaser "prometia um momento assustador, divertido e selvagem" para a série. Ele estava particularmente curioso sobre a conexão de Vidal com Agatha e animado com "um show de bruxa, assustador e assustador" para a temporada de Halloween. Dois dias após o lançamento do teaser, Hahn, que foi apresentadora convidada do talk show noturno Jimmy Kimmel Live!, encerrou seu monólogo de abertura com uma música recapitulando o MCU.
Feige promoveu a série na convenção D23 da Disney em agosto de 2024 com os Lopez e membros do elenco. Estes últimos cantaram a música “The Ballad of the Witches Road” no painel, onde também estreou o trailer oficial da série. Nina Starner, do /Film, elogiou os figurinos, o elenco e a música apresentados no trailer. Nick Romano, da Entertainment Weekly, comparou o tom do trailer ao filme The Wizard of Oz (1939), particularmente Agatha e Lilia, respectivamente, parecendo-se com a Bruxa Má do Oeste e Glinda.

## Lançamento
Agatha estreou no Disney+ com seus dois primeiros episódios em 18 de setembro de 2024. Os outros sete episódios serão lançados semanalmente até 6 de novembro, coincidindo com a época de Halloween. Anteriormente, esperava-se que já estreasse no final de 2023, mas em fevereiro de 2023 não foi incluída em uma lista de "apostas seguras" a ser lançada naquele ano, em meio à reavaliação da produção de conteúdo da Disney e da Marvel Studios. Faz parte da Fase Cinco do UCM.

## Recepção

### Visualização
A Walt Disney Company informou que o primeiro episódio de Agatha All Along atraiu 9,3 milhões de visualizações em todo o mundo nos primeiros sete dias de transmissão. A série atraiu mais de 9,8 milhões de espectadores somente durante sua semana de estreia. Tornou-se o programa de televisão número 1 da Disney+ durante esse período. Brad Winderbaum, chefe de streaming, televisão e animação da Marvel Studios, anunciou que teve a maior taxa de retenção de audiência de qualquer série da Marvel até o momento. Aaron Perine, do ComicBook.com, observou que o envolvimento dos fãs nas redes sociais foi notavelmente alto, rivalizando com o entusiasmo visto por uma série live-action desde a segunda temporada de Loki.
O agregador de streaming Reelgood, que monitora dados em tempo real de 20 milhões de usuários nos EUA para programas e filmes de streaming originais e adquiridos em serviços de assinatura de vídeo sob demanda (SVOD) e vídeo sob demanda suportado por anúncios (AVOD), anunciou que Agatha All Along foi a segunda série mais transmitida nos EUA durante a semana de 19 de setembro. A Nielsen Media Research, que registra a audiência de streaming nas telas de televisão dos EUA, estimou que a série foi assistida por 426 milhões de minutos de 16 a 22 de setembro. Posteriormente, acumulou 365 milhões de minutos de exibição de 23 a 29 de setembro. O JustWatch, um guia para streaming de conteúdo com acesso a dados de mais de 40 milhões de usuários em todo o mundo, classificou-o entre as dez séries mais transmitidas nos EUA de 16 de setembro a 20 de outubro.
A TVision, que usa seu TVision Power Score para avaliar o desempenho da programação CTV, levando em consideração a audiência e o envolvimento em mais de 1.000 aplicativos e incorporando quatro métricas principais – tempo de atenção do espectador, tempo total de programa disponível para a temporada, alcance do programa e alcance do aplicativo – calculou que foi o programa mais transmitido de 16 a 29 de setembro. Permaneceu entre os cinco programas mais transmitidos de 30 de setembro a 20 de outubro. Whip Media, que rastreia dados de audiência de mais de 25 milhões de usuários em todo o mundo de seu aplicativo TV Time, revelou que foi a segunda série original mais transmitida nos EUA de 22 de setembro a 6 de outubro. Posteriormente, subiu para o primeiro lugar de 13 a 20 de outubro. Em 25 de outubro, a Disney revelou que o sétimo episódio da série alcançou 4,2 milhões de visualizações globalmente no primeiro dia de transmissão, marcando um aumento de 35% em comparação com o episódio de estreia.

### Crítica
A série possui um índice de aprovação de 83% no agregador de críticas Rotten Tomatoes, com base em 209 avaliações com uma classificação média de 7,05/10. O consenso dos críticos do site diz: "A maravilhosa Kathryn Hahn é apoiada por um grupo de artistas memoráveis neste spinoff do MCU que prepara de forma refrescante sua própria bebida distinta". O Metacritic, que utiliza uma média ponderada, deu à série uma pontuação de 66 em 100, com base em 32 avaliações, indicando críticas "geralmente favoráveis".